# Евдокия (супруга Константина V)
Евдокия (англ. Ευδοκία; VIII век — VIII век) — византийская императрица, третья супруга императора Константина V. Согласно Феофану Исповеднику, Евдокия была свояченицей Михаила Мелиссино, стратега фемы Анатолик. Её сестра и зять были родителями патриарха Константинопольского Феодота I.

## Жизнь
Константин был императором с 741 года, и его первая жена Чичак подарила ему лишь одного сына Льва IV Хазара в 750 году. Больше о ней не упоминается, и Константин женился на Марии. Историк Линда Гарланд предположила, что Чичак умерла при родах. Мария вскоре умерла бездетной. Хотя год брака Константина и Евдокии неизвестен, он мог произойти между 751 и 769 годами. Согласно Феофану, 1 апреля 769 года Константин сделал жену Августой. На следующий день двое их сыновей были титулованы кесарями, а третий — нобилиссом.
Феофан отмечает три брака императора, что было необычно для того времени. В связи с женитьбой Льва VI Мудрого на своей третьей жене Евдокии Ваяне в 899 году византинист Георгий Александрович Острогорский пишет, что третий брак был технически незаконным в соответствии с римским правом и вопреки обычаям православной церкви того время. Это, вероятно, ставит под сомнение законность его брака с Евдокией.
Константин был ярым иконоборцем и боролся с монастырями, как оплотами иконопочитания. Тем не менее, Евдокия была щедрой благодетельницей монастыря святого Анфусы Мантинеонской и даже назвала дочь в честь неё. Поэтому Евдокия, возможно, не разделяла его религиозные взгляды. Константин умер 14 сентября 775 года. Пережила ли Евдокия своего мужа или нет, неясно.

## Дети
У Евдокии было шестеро детей:
- Никифор. Стал кесарем в 769 году. Феофан пишет, что он участвовал в различных заговорах против императоров. В мае 776 года он бунтовал против своего старшего сводного брата Льва IV Хазара. Его бичевали и изгнали. В сентябре 780 года он восстал против своей невестки, императрицы Ирины. Он был сослан в монастырь. В августе 792 года поднял мятеж против своего племянника Константина VI. Он был ослеплен и заключён в имперскую резиденцию. В октябре 797 года вновь бунтовал против Ирины, которая свергла своего сына. Он был сослан в её родные Афины. В пятый раз он бунтовал в 812 году против Михаила I Рангаве. Его сослали на остров Афусия в Мраморном море (Пропонтиде). Больше он в хрониках не упоминается.
- Христофор. Стал кесарем в 769 году. Феофан пишет, что он поддерживал своего старшего брата в заговорах. Отправлен в монастырь в 780 году. Ему отрезали язык в 792 году, а в 799 году ослепили.
- Никита. Стал нобилиссом в 769. Согласно Феофану, поддерживал Никифора в заговорах. Сослан в монастырь в 780 году. Ему отрезали язык в 792 году, а в 799 году ослепили.
- Анфим. Его сводный брат Лев IV сделал его нобилиссом в 775 году. Изгнан в монастырь в 780 году. му отрезали язык в 792 году, а в 799 году ослепили.
- Евдоким. Его сводный брат Лев IV сделал его нобилиссом в 775 году. Изгнан в монастырь в 780 году. му отрезали язык в 792 году, а в 799 году ослепили.
- Святая Анфуса Младшая (757—809). Благочестивая монахиня, отказалась от предложения стать регентом вместе с Ириной при малолетнем Константине VI[4].